# Zbudská Belá
Zbudská Belá és un poble i municipi d'Eslovàquia. Es troba a la regió de Prešov, al nord del país.

## Història
La primera referència escrita de la vila data del 1463.

## Demografia
| Godina             | 1994 | 2004    | 2014   | 2024   |
| ------------------ | ---- | ------- | ------ | ------ |
| Nombre de persones | 179  | 130     | 126    | 114    |
| Diferència         |      | −27,37% | −3,07% | −9,52% |

| Godina             | 2023 | 2024   |
| ------------------ | ---- | ------ |
| Nombre de persones | 116  | 114    |
| Diferència         |      | −1,72% |